# Habiba Djahnine
Habiba Djahnine (Arabisch: حبيبة دجاهنين) (Tizi Ouzou, 1968) is een Algerijnse filmproducente van met name documentaires, curatrice van internationale filmfestivals, schrijfster, essayiste en feministe.

## Levensloop
In de jaren negentig bevond Djahnine zich in de voorste gelederen van de feministen. Haar zus Nabila was eveneens feministisch activiste en tot 1995 voorzitster van Thighri N'tmettouth (Vrouwen in Protest). Tijdens de Algerijnse Burgeroorlog (1991-2002) werd ze op 15 februari 1995 door moslimfundamentalisten vermoord. 
De burgeroorlog verdeelde de feministen in een aantal die de zijde van het Algerijnse leger koos en een aantal die streed tegen de wreedheid van de centrale macht. In het tweede decennium van de 21e eeuw zei Djahnine hierover dat ze inmiddels geen activiste meer is, maar zichzelf nog wel als feministe beschouwt. Inmiddels staat ze kritisch tegenover de ontwikkeling van de vrouwenbeweging in die tijd die ze geregeld probeert te vangen in haar films.	
Na de burgeroorlog richtten veel feministen zich op cultuur. Zo ook Djahnine die in 2003 medeoprichter was van de Association Kaïna Cinéma en in 2007 van de Cinéma et Mémoire Association. Daarnaast publiceerde ze in 2003 het poëzieverzamelwerk Outre-Mort (Voorbij de dood), schreef ze humoristische artikelen voor Franse en Algerijnse tijdschriften en verschenen er verschillende korte verhalen van haar hand.
Sinds 2003 is ze adviseur en conservator van verschillende internationale filmfestivals, zoals Rencontres Cinématographiques de Béjaïa waar jaarlijks vijftig tot zestig nieuwe films worden gepresenteerd en daarnaast plaats biedt aan de filmwereld om te debatteren, te netwerken en kennis te delen. Daarnaast organiseerde ook voor andere initiatieven, zoals in 2011 het festival Arab Shorts voor het Duitse Goethe-Institut. 
In 2006 keerde Djahnine terug naar Algerije, waarbij ze in haar geboortedorp terugblikte op de dood van haar zus en de politieke situatie van dat moment. Een vraag die haar kwelde was "Waarom was dialoog onmogelijk?" Deze vraag werd een belangrijk thema in haar documentaire Lettre à ma soeur (Brief aan mijn zus) die ze dat jaar uitbracht en net als andere producties ook buiten Algerije werd vertoond. Ze probeert in Lettre à ma soeur te weerleggen dat geweld een oplossing zou bieden voor maatschappelijke geschillen. Haar documentaires vertonen in het algemeen juiste feiten van facetten van Algerije, zijn geschiedenis en de consequenties ervan op de huidige samenleving.
Ze runt haar een eigen atelier, Béjaïa Doc, waarmee ze een filmopleiding van een jaar biedt aan jonge Algerijnen, met aandacht voor alle facetten zoals filmgeschiedenis, productie, distributie en het schrijven van filmscripten. Elke student krijgt daarin de opdracht een film te maken over het leven in hun eigen gemeenschap.
In 2012 werd ze bekroond met een Prins Claus Prijs om onder meer haar rol in het weer tot leven brengen van de Algerijnse cinema en voor de "gevoelige, uitdagende, en inzichtelijke" documentaires die ze heeft gemaakt.

## Filmografie
Een zeer beperkte selectie van haar films is de volgende:
- 2006: Lettre à ma soeur (Brief aan mijn zus)
- 2008: Autrement Citoyens (Ofwel burgers)
- 2010: Retour à la montagne (Terug naar de bergen)
- 2011: Avant de franchir la ligne d'horizon (Voor het oversteken van de horizonlijn)

- Bibliothèque nationale de France: cb15699717k (data)
- Gemeinsame Normdatei: 112595762X
- International Standard Name Identifier: 0000 0000 0250 9987
- Nederlandse Thesaurus van Auteursnamen: 323462049
- Système universitaire de documentation: 134388348
- Virtual International Authority File: 66795236